# 根室半島
根室半島為北海道東端的一個半島。長約30公里，寬約8公里。是一個細長的半島。最東端為納沙布岬，也是北海道的最東端。由根室市管轄。半島中央為根室市的中心部。最西部為温根沼、風蓮湖。北岸面向根室灣。半島以東為齒舞群島。地質上而言，齒舞群島及色丹島為根室半島於海中延伸露出水面的部份。

## 交通

### 鐵道
- 根室本線

### 道路
- 国道44号（日语：国道44号）

## 關聯項目
- 根室國
- 知床半島
- 道東
- 根室半島沖地震